# Sympetrum janeae
Sympetrum janeae är en trollsländeart som beskrevs av Frank Louis Carle 1993. Sympetrum janeae ingår i släktet ängstrollsländor, och familjen segeltrollsländor. Inga underarter finns listade i Catalogue of Life.